# Luis G. Banuet
El Subtte. Luis G. Banuet fue un destacado militar mexicano que nació a finales del siglo XVIII y destacó en la Intervención estadounidense en México, principalmente en la Batalla del Molino del Rey y en la Batalla de Chapultepec.
Murió a mediados del siglo XIX y fue sepultado en el Panteón de San Fernando.